# بریان هیگنس
بریان هیگنس (به انگلیسی: Brian Higgins) نمایندهٔ حوزه انتخابیه نیویورک از حزب دموکرات ایالات متحده آمریکا در مجلس نمایندگان ایالات متحده آمریکا است که برای نخستین‌بار در ۱۴ ژانویه ۲۰۰۵ میلادی به‌عضویت این مجلس درآمد.